# Flex-Able Leftovers
| Críticas profissionais | Críticas profissionais |
| Avaliações da crítica  | Avaliações da crítica  |
| Fonte                  | Avaliação              |
| ---------------------- | ---------------------- |
| Allmusic               | [ 1 ]                  |

Flex-Able Leftovers é o quinto álbum do guitarrista virtuoso estadunidense Steve Vai. Lançado em 10 de novembro de 1998 pela Sony Records, este álbum contém cinco faixas bônus que não estavam presentes no EP Flex-Able Leftovers, de 1984, e é bem diferente do EP mencionado. Ao contrário dos outros álbuns de Steve Vai, que são em sua maioria instrumentais, quase todas as cópias deste álbum incluem um selo de Parental Advisory, como resultado da música "Fuck Yourself", contendo múltiplas palavras de baixo calão e referências sexuais (por conta disso, em algumas versões deste álbum essa faixa foi intitulada "F#?@! Yourself"). Outras diferenças da versão original incluem a gravação ao vivo de bateria na faixa "You Didn't Break it" (no EP, de 1984 a bateria era eletrônica) e a re-edição e mixagem completa das músicas.

## Faixas
Todas as canções foram escritas por Steve Vai, exceto onde indicado.
- Em negrito, as faixas inéditas. As que não estão em negrito já haviam sido lançadas no EP Flex-Able Leftovers, de 1984

| N.º | Título                                                                                | Compositor(es)              | Duração |  |
| 1.  | "Fuck Yourself (em algumas versões creditada como "F#?@! Yourself") (Bonus Ed. 1998)" |                             | 8:27    |  |
| 2.  | "So Happy"                                                                            | Steve Vai, Laurel Fishman   | 2:43    |  |
| 3.  | "Bledsoe Bluvd"                                                                       |                             | 4:22    |  |
| 4.  | "Natural Born Boy" (Bonus Ed. 1998)"                                                  |                             | 3:34    |  |
| 5.  | "Details at 10"                                                                       |                             | 5:58    |  |
| 6.  | "Massacre" (Bonus Ed. 1998)"                                                          |                             | 3:25    |  |
| 7.  | "Burnin' Down the Mountain"                                                           |                             | 4:22    |  |
| 8.  | "Little Pieces of Seaweed"                                                            |                             | 5:12    |  |
| 9.  | "San Sebastian" (Bonus Ed. 1998)"                                                     |                             | 1:08    |  |
| 10. | "The Beast of Love"                                                                   | Joe Kearney                 | 3:30    |  |
| 11. | "You Didn't Break it(versão de 1998, com Robin DiMaggio [baterias])"                  | Bob Harris, Suzannah Harris | 4:19    |  |
| 12. | "The X-Equilibrium Dance" (Bonus Ed. 1998)"                                           |                             | 5:10    |  |
| 13. | "Chronic Insomnia"                                                                    |                             | 2:00    |  |

## Créditos

### Músicos
- Steve Vai – vocais, violão e guitarras, cítara, teclados, piano eletrico, baixo
- Mike Keneally – teclados em "Fuck Yourself"
- Tommy Mars – vocais, violino, teclados
- Stu Hamm – vocais, baixo
- Bob Harris – back vocals
- Joe Kearney – back vocals
- Alex Acerra - back vocals
- Larry Crane – xilofone, vibraphone
- Robin DiMaggio – baterias
- Chris Frazier – baterias
- Deen Castronovo – baterias
- Pete Zeldman – percussão
- Suzannah Harris – back vocals

### Contribuições Técnicas
- Eddy Schreyer - mastering
- Lill Vai – sound effects
- Joe Despagni – sound effects